# Tanpopo
Tanpopo合同会社（タンポポ、英: Tanpopo llc.）は、本社を神奈川県藤沢市に置く芸能プロダクション。
レジェンド・タレント・エージェンシーから派生。業務提携でレジェンド・タレント・エージェンシーにも窓口を置く。。

## 所属タレント
- 安西真実
- 増田朋弥
- 三嶋悠莉
- 原嶋凛
- 奥村凛
- 金定和沙
- 桑名悠
- 見里瑞穂
- 土屋直子